# Godwin Michaelmore
Godwin Michaelmore, britanski general, * 1894, † 1982.